# Co dzień bliżej nieba
Co dzień bliżej nieba – polski film obyczajowy z 1983 roku w reżyserii Zbigniewa Kuźmińskiego.

## Obsada
- Jacek Guziński jako Piotr Żabicki
- Maciej Góraj jako Mirek Lipka „Kogut”
- Jerzy Kamas jako inżynier Żabicki, ojciec Piotra
- Bene Rychter jako Longin
- Henryk Talar jako nauczyciel matematyki